# Romoaldo Braschi-Onesti
Romoaldo Braschi-Onesti (né le 19 juillet 1753 à Cesena, dans l'actuelle province de Forlì-Cesena, en Émilie-Romagne, alors dans les États pontificaux et mort le 30 avril 1817 à Rome) est un cardinal italien du XVIIIe et du début du XIXe siècle.

## Biographie
Le pape Pie VI, son oncle,  le crée cardinal lors du consistoire du 18 décembre 1786. Il participe au conclave de 1799-1800, lors duquel est élu Pie VII. De 1800 à 1801 il est camerlingue de la Sainte Église. De 1807 jusqu'à sa mort Braschi-Onesti est archiprêtre du basilique Saint-Pierre à Rome.

### Sources
- Fiche du cardinal sur le site fiu.edu